# 三宅健介
三宅 健介（みやけ けんすけ） は、日本の免疫学者。東京大学医科学研究所 教授、東京大学新世代感染症センター メンバー。

## 人物・経歴
岡山県倉敷市連島出身。岡山県立倉敷南高等学校を経て、1984年岡山大学医学部卒業。1988年大阪大学大学院医学系研究科博士課程修了、オクラホマ医学研究財団リサーチアシスタント。1990年佐賀医科大学医学部助手。1992年講師。1993年助教授。2001年東京大学医科学研究所教授。同年野口英世記念医学賞受賞。2011年東京大学医科学研究所副所長。2018年鶴翔会東京支部長。2022年東京大学新世代感染症センター メンバー。2000年ベルツ賞1等賞受賞。

## 編集
- 『自然免疫と疾患』医歯薬出版社 2004年
- 『抗体実験マニュアル : 免疫染色,免疫沈降,フローサイトメトリー,タンパク質精製など抗体を用いた実験の原理とコツ,抗体医療の最新トピックス』羊土社 2008年

## 監訳
- 『免疫学イラストレイテッド』南江堂 2009年